# Robinson Junior
Pour les articles homonymes, voir Robinson.
Robinson Junior est un film français réalisé par Alfred Machin en 1929, interprété notamment par son fils Claude Machin dans un rôle d'enfant.

## Synopsis
Un jeune boyscout s'endort ; il se réveille au fond d'une minuscule barque perdue sur un fleuve où il rencontre Samedi, un petit enfant noir de son âge...

## Fiche technique
- Réalisateur et auteur : Alfred Machin
- Photographie : Mario Badouaille
- Format : Muet  - Noir et blanc - 35 mm  - 1,33:1

## Distribution
- Claude Machin : enfant